# Kanton Bourbonne-les-Bains
Kanton Bourbonne-les-Bains (fr. Canton de Bourbonne-les-Bains) je francouzský kanton v departementu Haute-Marne v regionu Grand Est. Tvoří ho 36 obcí. Před reformou kantonů 2014 ho tvořilo 12 obcí.

## Obce kantonu
od roku 2015:
| - Aigremont - Avrecourt - Bourbonne-les-Bains - Buxières-lès-Clefmont - Celles-en-Bassigny - Le Châtelet-sur-Meuse - Chauffourt - Choiseul - Clefmont - Coiffy-le-Haut - Daillecourt - Dammartin-sur-Meuse - Damrémont - Enfonvelle - Frécourt - Fresnes-sur-Apance - Is-en-Bassigny - Laneuvelle | - Larivière-Arnoncourt - Lavernoy - Lavilleneuve - Marcilly-en-Bassigny - Melay - Montcharvot - Neuvelle-lès-Voisey - Noyers - Parnoy-en-Bassigny - Perrusse - Rançonnières - Rangecourt - Sarrey - Saulxures - Serqueux - Val-de-Meuse - Vicq - Voisey |

před rokem 2015:
- Aigremont
- Bourbonne-les-Bains
- Le Châtelet-sur-Meuse
- Coiffy-le-Haut
- Damrémont
- Enfonvelle
- Fresnes-sur-Apance
- Larivière-Arnoncourt
- Melay
- Montcharvot
- Parnoy-en-Bassigny
- Serqueux